# Promocija (šah)
Promocija v šahu opisuje posebno potezo, pretvorbo kmeta, ki pride do svoje zadnje vrste, beli do osme, črni do prve. Ob tem se kmet spremeni v poljubno figuro iste barve razen kralja, v nekaterih različicah šaha, recimo samomorilski šah, pa tudi v kralja.
Običajno v šahovski partiji kmet promovira v najmočnejšo figuro, damo. Včasih, zelo pogosto pa v problemskem šahu, pa pride do podpromocije, pretvorbe v trdnjavo, lovca ali skakača. V vsakem primeru je lahko istovrstna figura še na šahovnici, tako je lahko teoretično na šahovnici devet dam ali pa po deset trdnjav, skakačev ali lovcev. Če promoviramo dodatno damo, jo nadomestimo s figuro iz drugega kompleta figur. Igralec ima pravico v igri ustaviti uro in zahtevati  ustrezno figuro. Na močnejših tekmovanjih (recimo šahovska olimpijada) sta že ob začetku igre poleg šahovnice rezervni dami (črna in bela). V netekmovalnem šahu pa je v navadi za kraljico vzeti trdnjavo in jo postaviti na glavo.  V zgodovini šaha pa tudi v nekaterih različicah je (bilo) dovoljeno promovirati tudi v figuro nasprotne barve.